# Filles missionnaires de la Sainte Famille de Nazareth
Les filles missionnaires de la Sainte Famille de Nazareth sont une congrégation religieuse féminine enseignante et missionnaire de droit pontifical.

## Historique
Après avoir établi les Fils de la Sainte-Famille, Joseph Manyanet y Vives (1833-1901) pense créer un institut de femmes mais l'évêque d'Urgell, Josep Caixal i Estradé, lui confie la direction des religieuses de la Charité fondée par Anne Marie Janer i Anglarill (en 1874, elles adopteront le nom de sœurs de la Sainte Famille d'Urgell).
Contraint de s'installer à Barcelone en 1877 Manyanet déplace le siège de l'institut de Talarn à San Andrés de Palomar, mais les sœurs restées à Talarn demandent le retrait de Manyanet comme supérieur ecclésiastique de la congrégation.
Les religieuses formées à San Andres de Palomar reconnaissent Manyanet comme fondateur, elles se séparent des sœurs de la Sainte Famille d'Urgell et prennent le nom de Filles de la Sainte Maison de Nazareth. La congrégation est reconnue de droit diocésain le 3 février 1894 par Josep Morgades i Gili, évêque de Vic. 
L'institut obtient le décret de louange le 16 décembre 1950 (qui change le nom de la congrégation en filles missionnaires de la Sainte Famille de Nazareth) et l'approbation finale du Saint-Siège le 10 mai 1958. 

## Activités et diffusion
Les sœurs se consacrent à l'enseignement, à l'organisation de retraite spirituelle, à la gestion de foyers de travailleurs et œuvrent pour les missions.
Elles sont présentes en: 
- Europe : Espagne, Italie.
- Amérique : Brésil, Colombie, Équateur, Paraguay, Venezuela.
- Afrique : Cameroun.
- Asie : Indonésie.
- Océanie : Australie.

La maison généralice est à Rome. 
En 2017, la congrégation comptait 217 sœurs dans 50 maisons.